# Агнеса Австрийская (1281—1364)
Агнеса Австрийская (18 мая 1281 — 10 июня 1364) — королева Венгрии как супруга Андраша III.

## Биография
Агнеса была дочерью Альбрехта I и Елизаветы Каринтийской. 13 февраля 1296 года в Вене она вышла замуж за короля Венгрии Андраша III. Благодаря поддержке своего тестя Андраш сумел подавить восстание Миклоша Кёсеги и Матуша Чака и занять замки Кёсег и Пожонь. В 1298 году Андраш поддержал войсками своего тестя в его бунте против короля Адольфа.
Агнесе не нравились турниры, но нравились проповеди. Известно, что она была невысокого роста и предпочитала скромные одеяния.
Смерть Андраша III 14 января 1301 года в Буде пресекла мужскую линию династии Арпадов. Агнеса осталась бездетной вдовой. Однако ей было всего 19 лет, так что она ещё была способна вновь выйти замуж и иметь детей, но так этого и не сделала. Агнеса стала покровительницей монастыря Кёнигсфельден в графстве Тироль (ныне — кантон Аргау), который был основан её матерью в память о покойном муже. Агнеса взяла с собой падчерицу Елизавету Тёсс и поселилась с ней в маленьком домике недалеко от монастыря. Елизавета, как ожидалось, должна была выйти замуж за Вацлава III и стать королевой Венгрии, но свадьба так и не состоялась, так как Вацлав предпочел жениться на Виоле Цешинской. В итоге Елизавета стала доминиканской монахиней в соседнем монастыре, где она получила репутацию святой.
Агнесса была изображена в хрониках как благочестивая женщина. С другой стороны, согласно хронике XVI века Chronicon helveticum Эгидия Чуди, она отомстила за убийство своего отца, организовав казни и изгнание 1000 человек (семей и последователей его убийц), но эти сведения могли быть частью антигабсбургской пропаганды. Благодаря своему авторитету, Агнессе было предложено несколько раз выступить в качестве посредника в спорах. В 1333 году она организовала соглашение между Австрией и рядом швейцарских городов и регионов. В 1351 году она разрешила спор между Базелем и Бременом и спор между Альбрехтом II, герцогом Австрии, и Швейцарской конфедерацией. Её братья часто приезжали в Кёнигсфельден за её советом.
Агнесса умерла 10 июня 1364 года в Кёнигсфельдене и была похоронена на кладбище монахинь монастыря.